# Ileana Citaristi
Pour les articles homonymes, voir Citaristi.
Ileana Citaristi est une danseuse italienne d'odissi et de chhau, aussi professeur de danse basée à Bhubaneswar, en Inde.
Elle a reçu le 43e National Film Awards de la meilleure chorégraphie pour Yugant (en) en 1995 et est devenue, en 2006, la première danseuse d'origine étrangère à recevoir le Padma Shri pour sa contribution à l'odissi.

## Biographie
Ileana Citaristi, originaire de Bergame, en Italie, est la fille de Severino Citaristi (it), un homme politique de premier plan du parti Démocratie chrétienne (Democrazia Cristiana, DC),. Elle passe cinq ans en tant qu'actrice dans le théâtre traditionnel et expérimental en Italie avant de décider d'apprendre le kathakali.
Elle se rend au Kerala, où elle passe trois mois rigoureux à étudier le kathakali avant de se rendre en Odisha sur les conseils de son gourou du kathakali, Krishnan Namboodari.
Depuis 1979, elle vit à Odisha. Elle est titulaire d'un doctorat en philosophie avec une thèse sur « La psychanalyse et la mythologie orientale ».

## Carrière de danseuse

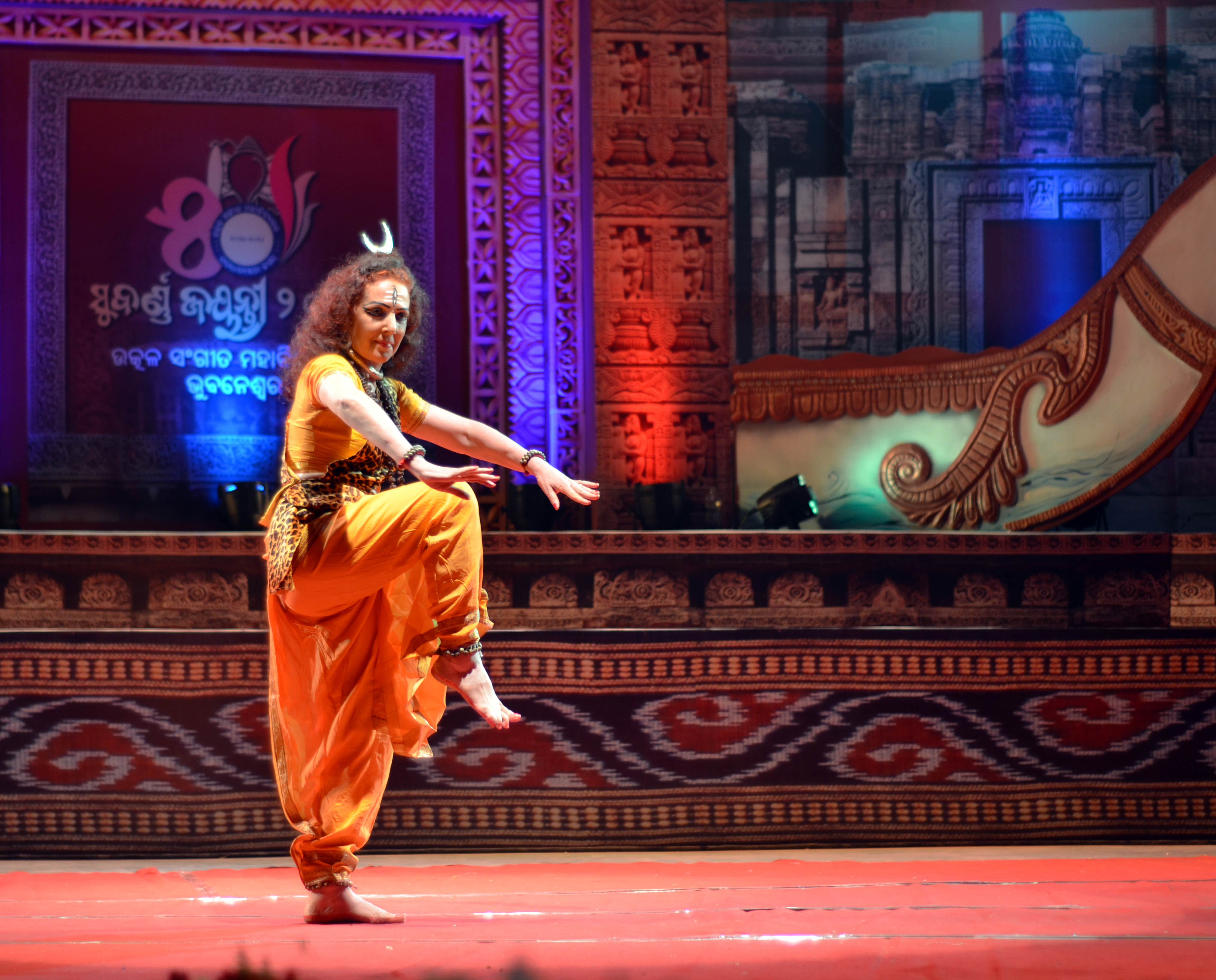
Ileana Citaristi interprétant Mayurbhanj Chhau à l'Utkal Sangeet Mahavidyalaya, à Bhubaneswar

Ileana Citaristi interprétant Mayurbhanj Chhau (thème du shaivisme) en 2014.

Ileana Citaristi étudie l'odissi auprès du gourou Kelucharan Mohapatra et fonde sa propre école de danse en 1994. Ileana Citaristi est également une représentante du Mayurbhanj Chhau, qu'elle a appris sous la tutelle de Guru Hari Nayak et détient le titre d'acharya de chhau du Sangeet Mahavidyalya de Bhubaneswar. Elle a fondé l'Art Vision Academy en 1996, qui sert de plateforme de partage d'idées entre diverses formes artistiques telles que le théâtre, la musique, la danse et la peinture. L'académie dispense également des cours de danse odissi et chhau.

## Productions majeures
Ileana Citaristi est connue pour ses productions chorégraphiques innovantes en danses odissi et chhau qui rassemblent des thèmes et des styles de l'Occident et de l'Orient. En chhau, certaines de ses productions notables sont « Écho et Narcisse » basé sur le mythe grec des Métamorphoses d'Ovide, « Le Voyage » qui s'inspire du haïku japonais, « Images du changement » basé sur le concept chinois du Yin et du Yang et « Still I Rise » basé sur le poème éponyme de Maya Angelou. En danse odissi, « Maya Darpan », « Mahânadi : et la rivière coule », sur l'histoire et la géographie culturelle de l'Orissa, « Karuna », basé sur la vie de Mère Teresa et Sharanam, une pièce sur les femmes de trois confessions qui atteignent le salut malgré leur passé douteux, sont quelques-unes de ses compositions notables.

## Livres et films
Outre Yugant (en), un film bengali réalisé par Aparna Sen pour lequel elle a remporté un National Film Award en 1996, Citaristi a également chorégraphié pour Meenaxi: A Tale of Three Cities de M. F. Husain (2004) et Abar Aranye de Goutam Ghose (2003). Ileana Citaristi est également l'auteur de trois livres. En 2001, elle publie The Making of a Guru: Kelucharan Mohapatra, his Life and Times, en 2012, Traditional Martial Practices in Orissa et, en 2016, My Journey, a Tale of Two Births,.

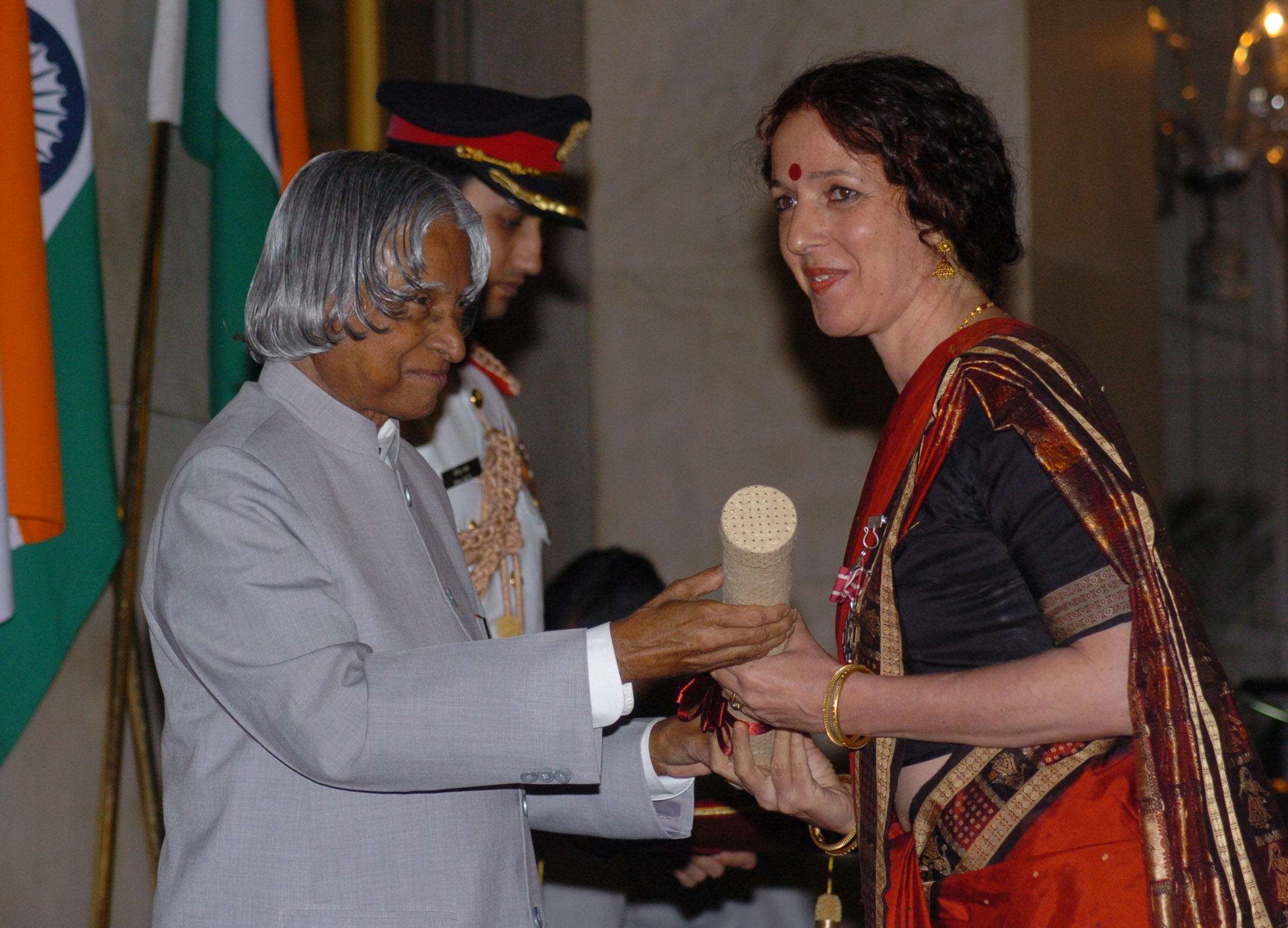
Le président, A.P.J. Abdul Kalam (président de l'Inde de 2002 à 2007), remettant le Padma Shri à Ileana Citaristi, pour sa contribution à la danse odissi, lors de la cérémonie d'investiture à New Delhi le 29 mars 2006.

## Prix et distinctions
Citaristi est un artiste de premier ordre de Doordarshan. Elle a reçu le titre de « Léonide Massine pour l'art de la danse » en 1992. En 1996, elle remporte le National Film Award de la meilleure chorégraphie pour son travail dans le film bengali Yugant (en) (1995) d'Aparna Sen,. Elle est reconnue comme « artiste exceptionnelle » par l'ICCR.
Elle a également reçu le « Raseshwar Award » décerné par le Sur Singar Sansad de Mumbai,. Pour sa contribution à l'odissi, elle a reçu le Padma Shri du gouvernement indien en 2006. Le gouvernement italien l'a nommée membre de l'Ordre de l'Étoile de la solidarité italienne en 2008.

## Publications
- The Making of a Guru: Kelucharan Mohapatra, His Life and Times, Manohar Pub., 2001  (ISBN 81-7304-369-8).
- Traditional Martial Practices in Odisha, Subhi Publications, New Delhi, 2012
- My Journey, a Tale of Two Births, Manohar Publication , New Delhi, 2016